# Letiště Plzeň-Bory
Letiště Plzeň-Bory je zaniklé sportovní, dopravní a vojenské letiště umístěné v jihozápadní části Plzně na Borech, v těsné blízkosti Věznice Bory. Založeno bylo roku 1910 Západočeským aeroklubem, posléze využívané rakousko-uherským letectvem. Se vznikem Československa roku 1918 se stalo prvním funkčním dopravním letištěm v zemi, po únoru 1948 jej začalo využívat československé letectvo. Zrušeno bylo roku 1996, po roce 2000 bylo jeho území částečně využito při výstavbě průmyslové a nákupní zóny Borská pole.

## Historie

### Vznik
Původně se na rovném travnatém pozemku na Borech u Plzně nacházelo vojenské cvičiště plzeňské posádky. Letiště zde bylo zřízeno během roku 1910, kdy byl v Plzni zřízen první řádný a stálý aerodrom v Čechách. 15. dubna 1910 podnikl aviatik Schweizer s letadlem Blériot několik skoků. Následně začal pozemek využívat Západočeský aeroklub, který zde vybudoval několik provozních staveb a plátěných, později dřevěných, hangárů, probíhalo zde motorové a sportovní létání. V místních hangárech rovněž vznikly čtyři zkušební letouny označené Bohemia B-1 až B-4, včetně autorských leteckých motorů, pod vedením konstruktéra Oldřicha Hallera.
Činnost klubu následně přerušila první světová válka, následně z letiště operovalo rakousko-uherské letectvo k.u.k. Luftfahrtruppen.
Současně s ním existovalo ještě letiště v Chebu a prozatímní letiště na poli nedaleko Strašnic, letiště Praha-Kbely pak vzniklo v prosinci 1918.

### Bohemia B-5

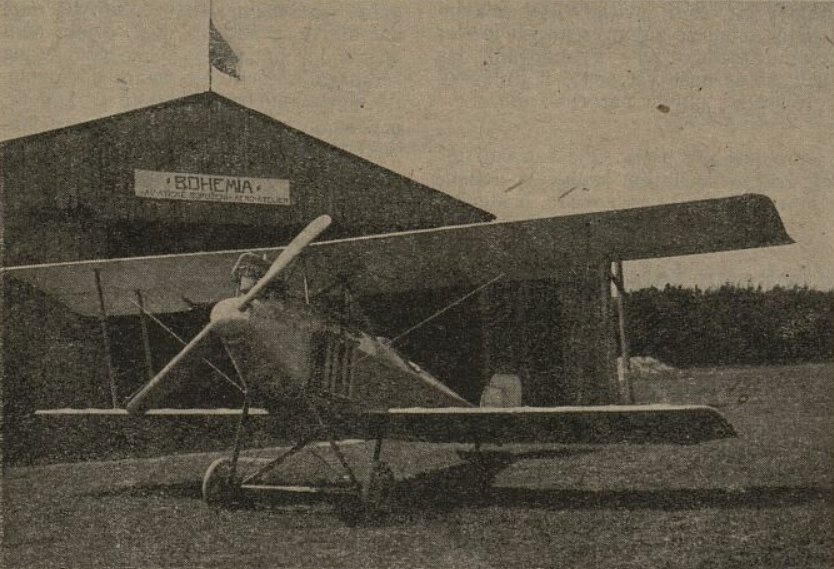
Letoun Bohemia B-5 na letišti roku 1919

Po skončení války a vyhlášení samostatného Československa byl spolek na letišti obnoven a pokračoval ve vývoji letounů Bohemia. Klub začal v prosinci 1918 v dílnách plzeňské továrny J. K. Rudolfa se stavbou letounu Bohemia B-5, který se po svém dokončení stal prvním letadlem vyrobeným po vzniku ČSR. První let stroje proběhl 27. dubna 1919 na letišti Bory. za pilotování člena spolku Rudolfa Polaneckého. 17. května 1919 stroj letem nad Plzní vítal prezidenta T. G. Masaryka, při návratu na letiště však havaroval. Pilot letounu Polanecký přežil, pilotní žák Josef Klíbr při nehodě zahynul. Do roku 1922 sdružení Bohemia zaniklo a jeho letouny byly rozprodány.  
Od 20. let začaly z letiště operovat také dopravní lety. Ve 30. letech na letišti působila také Masarykova letecká liga Plzeň. Z 29 československých leteckých pilotů-es, dva získali své první zkušenosti právě ve zdejším aeroklubu. Působil zde rovněž místní pilot Jan Štork, během války pilot Francouzského letectva na západní frontě. Letiště v meziválečném období využívalo také letecké oddělení Škodových závodů.

### Ženská prvenství

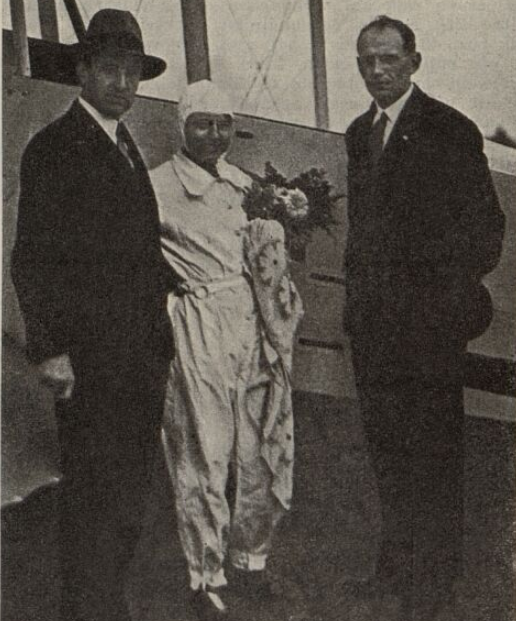
Marie Krupičková po seskoku padákem

30. května 1928 na letišti zdárně absolvovala pilotní výcvik Anežka Formánková a stala se tak první ženou s pilotním průkazem v Československu. Dále se zde věnovala sportovnímu létání, účastnila se rovněž řady propagačních akcí Západočeského aeroklubu, včetně přeletu na letounech Aero A-12 do Jugoslávie roku 1927. 21. září 1930 pilotoval nad borským letištěm pilot Vavřinec Šedivec (pozdější manžel Formánkové) let, během kterého uskutečnila Marie Krupičková jako první Češka padákový seskok.

### Za Protektorátu
Po vzniku Protektorátu Čechy a Morava bylo letiště zabráno německými jednotkami Luftwaffe. V průběhu války bylo letiště používáno školními útvary Luftwaffe a nesloužila bojovým jednotkám.:294 Během druhé světové války letecké sbory Luftwaffe sloužily při protiletecké obraně Plzně a zejména strategicky důležitých závodů Škoda.
Při masivním nočním náletu bombardérů britského RAF na Škodovy závody 14. května 1943 bylo letiště zasaženo – po náletu na něm německý pyrotechnik zneškodnil nevybuchlou tisícilibrovou pumu.:277–280 Není známo, zda šlo o cílený útok nebo jen o projev nepřesného shozu pum, který postihl pás území od Valchy přes Skvrňany až po Košutku. Americká USAAF se 16. prosince 1944 pokusila bombardovat Škodovku, v čemž neuspěla, ale zasaženo bylo letiště na Borech,:230 kde se vznítilo tankovací zařízení.:284–286 Poškozeny byly také nedaleké kasárna Luftwaffe.:284–286
Letiště se stalo cílem spolu se Škodovými závody při denním náletu 25. dubna 1945 bombardérů USAAF. Letečtí průzkumníci předtím na letišti našli až stovku německých letadel. Na letiště se část letadel dostala na konci dubna 1945 při přesunech německých frontových jednotek se stíhačkami Focke-Wulf Fw 190 D a proudovými stíhačkami Messerschmitt Me 262.:294 Letadla však nebyla zapojována do vzdušných akcí pro nedostatek leteckého benzinu.:292:96 Na vojenské letiště zaútočilo 78 bombardérů 398. a 91. bombardovací skupiny přibližně v době náletu na Škodovy závody.:92 Bojovou akci nad letištěm znesnadňovalo oblačné počasí, aktivita flaků protivzdušné obrany a chaotická situace ve vzduchu nad cílem, jelikož piloti létali blízko u sebe a stříleli na všechny směry. Při náletu byly zničeny dva ze čtyř hangárů a několik letadel a letištních budov v jejich těsné blízkosti, letiště se tak stalo neprovozuschopným.:120–129 Útočící 398. bombardovací skupina ztratila při náletu na letiště dvě letadla.:97

### Po druhé světové válce
Po osvobození Plzně v květnu 1945 byl objekt obsazen americkou armádou. Po únoru 1948 jej začalo využívat československé letectvo při letecké ostraze západní hranice se Spolkovou republikou Německo. Od roku 1953 odsud operovaly proudové stíhací letouny, posléze rovněž vrtulníkové oddíly. Pro potřeby armády bylo o několik kilometrů západně vybudováno roku 1952 Letiště Plzeň-Líně.

### Zánik
Po Sametové revoluci bylo rozhodnuto o zrušení vojenského letiště, k němuž došlo roku 1991. Do roku 1996 v severní části letiště působil Aeroklub Plzeň-Bory, posléze bylo definitivně zrušeno.
Jedna z nově vzniklých ulic na pozemku někdejšího areálu pak dostala název U Letiště.

## Galerie

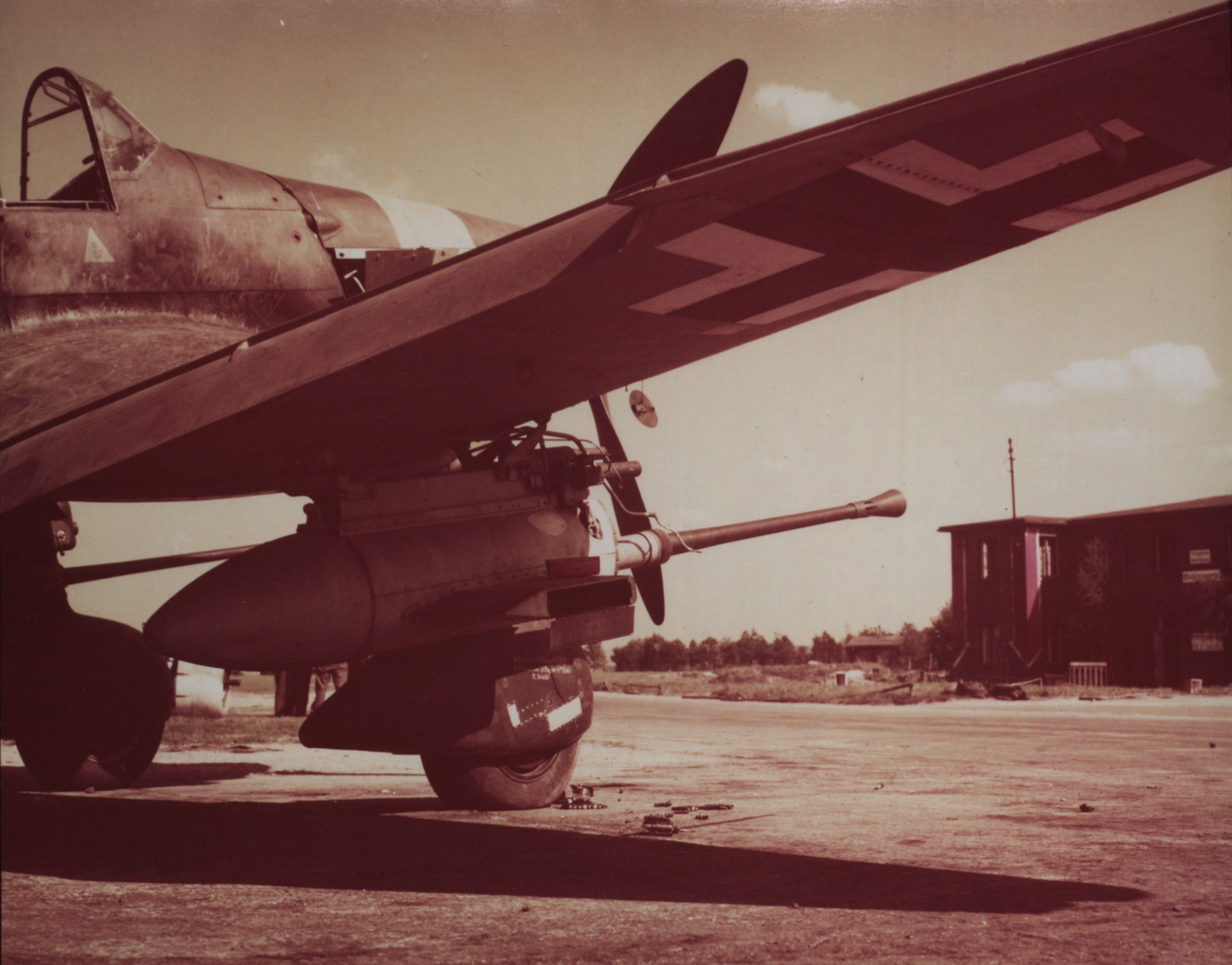
Ju 87 s protitankovými kanóny BK 3,7 na letišti osvobozeném americkou armádou
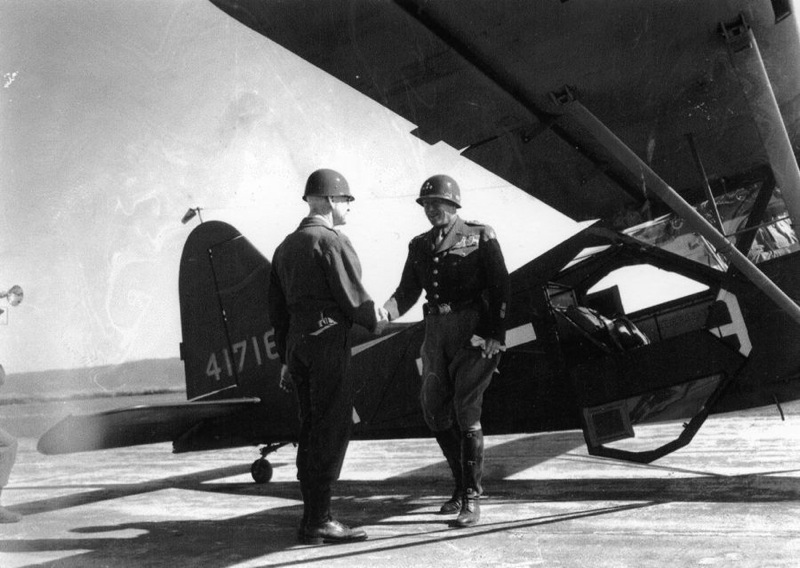
Američtí generálové John L. Pierce a George S. Patton na borském letišti, květen 1945
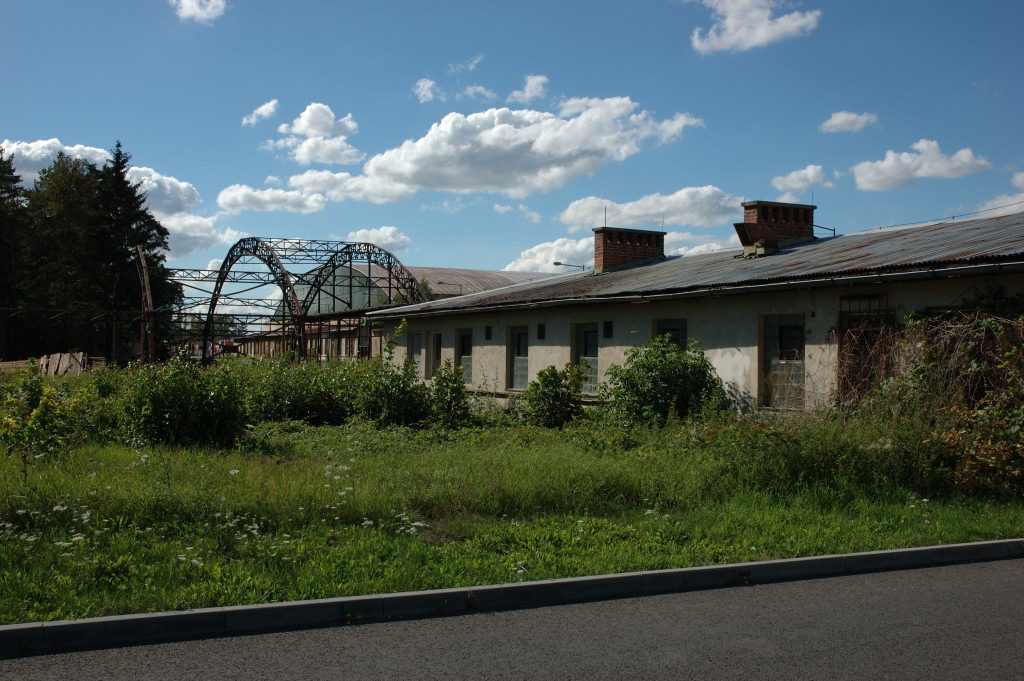
Areál letiště v roce 2006
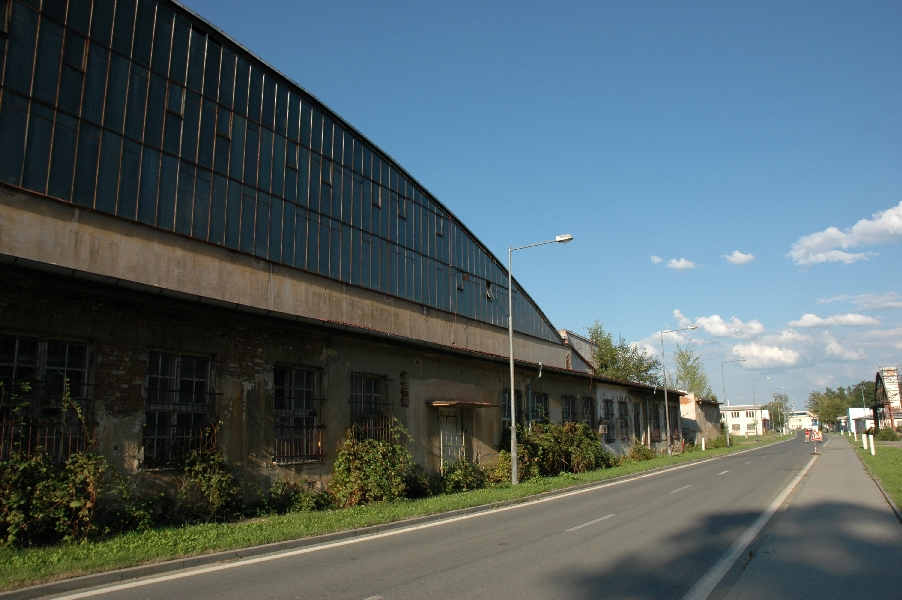
Letištní hangár v roce 2006, posléze zbořen